# Velika župa Baranja
Velika župa Baranja bila je jedna od 22 velike župe na prostoru NDH. Sjedište joj je bilo u Osijeku, a djelovala je od 10. srpnja 1941. Građansku upravu u župi vodio je veliki župan kao pouzdanik vlade kojega je imenovao poglavnik. Godine 1941. za župana Velike župe Baranja postavljen je Stjepan Hefer. U Osijeku su od 1941. – 1945. djelovali ured za kolonizaciju, te komesacijsko povjerenstvo. Obuhvaćala je područje kotarskih oblasti:
- Donji Miholjac
- Đakovo
- Našice
- Slatina
- Valpovo
- Virovitica
- Osijek

te gradove Osijek i Viroviticu. 
Zbog ratnih okolnosti od 14. listopada 1944. bilo je proglašeno iznimno stanje u velikoj župi, pa je vojna vlast zamijenila civilnu. Poslove građanske uprave preuzeo je glavar dodijeljen vojnom zapovjedniku područja.